# N493 (België)
De N493 is een gewestweg in België tussen Brakel (N8c) en Geraardsbergen (N42).
De weg heeft een lengte van ongeveer 9 kilometer.
De gehele weg bestaat uit twee rijstroken in beide rijrichtingen samen.

## Plaatsen langs de N493
- Brakel
  - Nederbrakel
  - Parike
- Geraardsbergen
  - Zarlardinge
  - Goeferdinge
  - Stadscentrum